# Preghiere esaudite
Preghiere esaudite è l'ultimo romanzo di Truman Capote. Pubblicato postumo, è in realtà il frammento di un'opera molto più grande che avrebbe dovuto chiamarsi Answered Prayers. A Dark Comedy About the Very Rich. Concepito già nell'estate 1958, Capote progettò di scrivere un romanzo memorialistico che avrebbe rappresentato l'alta società newyorchese come fece Proust nella Recherche ritraendo quella francese di inizio secolo. Il libro uscì in Inghilterra nel 1986 presso l'editore Hamish Hamilton, in America fu pubblicato dalla Random House di New York nel 1987.

## Trama
La tecnica era quella di affidarsi a un collage di testimonianze, voci, ricordi individuali e pubblici per raccontare la realtà dei personaggi ricchi e famosi, un ambiente che egli frequentava e conosceva assai bene. Il titolo trae origine dalle celebri parole di santa Teresa d'Avila: «Tutto il mondo è in fiamme [...] e noi dovremmo sprecare il tempo in domandare cose, che se venissero esaudite, potrebbero impedire a qualche anima di entrare in Cielo?» (Cammino di perfezione, 1.5), parafrasate così da Capote: «si versano più lacrime per le preghiere esaudite che per quelle non accolte».
Previsto in otto pezzi, i 3 capitoli dell'opera furono pubblicati tra il 1975 e il 1976 sulla rivista Esquire con enorme successo. Capote celò in quelle pagine personaggi reali dietro un fine gioco a metà tra fiction e non-fiction, raccontando fatti veri, scandali, vizi, stravizi, abitudini sessuali, il lusso e lo spreco di personaggi che la gente invidiava. La Côte Basque, il primo pezzo a uscire nel novembre 1975, ma ultimo a comparire nel libro, riesumò un caso di cronaca nera statunitense: modello del personaggio fittizio della signora Hopkins era la reale Anne Woodward, che uccise il marito, Bob Woodward, nel 1955, ma fu assolta grazie alla tesi della suocera, la quale volendo evitare uno scandalo e di accollarsi i nipoti, testimoniò che la nuora credette all'entrata di un ladro in casa. All'epoca, il pubblico era totalmente convinto della colpevolezza della Woodward, anche perché era assai difficile credere all'ipotesi di un ladro che si intrufola in una casa, si spoglia e fa una doccia. Non sopportando la riesumazione di questa storia, alla pubblicazione del pezzo di Capote su Esquire, la Woodward, riconosciutasi nel racconto, si uccise ingerendo delle pillole di Seconal. Nelle pagine si parla di Sartre e de Beauvoir, di Wallace Shawn e Djuna Barnes, di Greta Garbo e Mercedes de Acosta, di Colette, che è l'unica a uscirne bene, di Christopher Isherwood, di Jane Bowles e Arthur Koestler.

## Reazioni
La reazione dei personaggi reali descritti nei 3 pezzi, rivelati nelle loro debolezze e cafonerie, fu violentissima: l'intero jet-set newyorkese bandì per sempre Capote dalle sue frequentazioni. Trattato come un paria, Truman, evitato ed emarginato da tutti i vecchi amici, reagì insolente, dichiarando all'epoca: «Che cosa pensavano che fossi, un giullare? Io sono uno scrittore!».
Da allora, Capote si consumò nell'abuso di droga e alcol e non riuscì mai a finire l'opera che avrebbe dovuto essere il suo magnus opus, più grande di A sangue freddo. A dispetto dei reiterati annunci di aver già terminato la stesura definitiva, quando il suo biografo Gerald Clarke e altri amici cercarono nel suo appartamento il manoscritto, del romanzo non c'era traccia.

## Frammenti ritrovati e ipotesi sul manoscritto
Nel 2012 sei pagine, intitolate Yacht and Things, contenenti un capitolo sconosciuto di Answered Prayers, furono ritrovate in uno scatolone custodito nell'archivio della New York Public Library. Per Gerard Clarke «queste pagine sono solo parte di un capitolo molto più ampio, ancora da trovare». Ambientate in Grecia nel 1965, durante un viaggio in barca del narratore da Atene alla costa turca con Katherine Graham, al quale avrebbero dovuto partecipare Gianni e Marella Agnelli e un ospite da poco defunto, sicuramente Adlai Ewing Stevenson II, le pagine inedite sono state pubblicate nel numero di dicembre 2012 dell'edizione statunitense della rivista Vanity Fair.
Le tre teorie sull'esistenza o meno di un manoscritto completo di Preghiere esaudite sono le seguenti:
1. Capote avrebbe effettivamente completato l'opera, ma insoddisfatto dal lavoro svolto, lo avrebbe distrutto;
2. Capote non ha mai terminato l'opera;
3. La terza ipotesi è quella avanzata dall'amico di Capote Joseph M. Fox, prefatore del libro: il manoscritto si troverebbe in una cassetta di sicurezza, in attesa che qualcuno lo porti alla luce.

## Edizioni italiane
- Preghiere esaudite, traduzione di Ettore Capriolo, premessa di Joseph M. Fox, Collana Narratori moderni, Milano, Garzanti, 1987, ISBN 88-11-66981-2.
- Preghiere esaudite, Collana Gli elefanti.Narrativa, Milano, Garzanti, 2000, ISBN 978-88-11-66981-4.